# Пролетарская, Мария Михайловна
Мария Михайловна Пролетарская (1895 — ?) — бригадир рабочих тяги вольфрамового отдела Электрозавода, затем сменный мастер, кавалер ордена Ленина (1931).
Член РСДРП(б) с 1917 года.
В 1918 году добровольно ушла на фронт, воевала в составе Первой Конной армии.
С 1926 года работала на строительстве Электрозавода. После завершения строительства (1928) была назначена бригадиром рабочих тяги вольфрамового отдела, а потом — сменным мастером. Бригада тяги под её руководством выполняла плановые задания на 180—200 %.
С 1950 года на пенсии.
Постановлением Президиума ЦИК СССР «О награждении „Электрозавода“ и работников этого завода в связи с выполнением заводом плана пятилетки в 2½ года» награждена орденом Ленина (09.04.1931).